# مشاع ۴ گزآباد
مشاع ۴ گزآباد یک منطقهٔ مسکونی در ایران است که در دهستان گرمسار واقع شده‌است. مشاع ۴ گزآباد ۳۰۵ نفر جمعیت دارد.